# شهرستان گریدی (اکلاهما)
شهرستان گریدی، اکلاهما (به انگلیسی: Grady County, Oklahoma) شهرستانی در ایالات متحده آمریکا است که در اکلاهما واقع شده‌است.

## خصوصیات
شهرستان گریدی ۲٬۸۶۳ کیلومترمربع مساحت دارد.